# PST Eletrônica
A PST Eletrônica é uma companhia multinacional brasileira fornecedora e desenvolvedora de softwares eletrônicos para a Indústria automotiva para segurança automotiva, fabricante de som automotivo, rastreamento e segurança eletrônica.
A PST Eletrônica possui fábricas em Campinas e Manaus, e uma filial em Buenos Aires. A companhia atua em 15 países.

## História
A PST Eletrônica foi fundada em Campinas por estudantes da Universidade Estadual de Campinas (UNICAMP) em 1988. Dois anos depois, a companhia fabricou seu primeiro alarme automotivo.
Em 1996, a PST abriu sua segunda fábrica em Manaus. A Stoneridge, companhia americana que desenvolve produtos de engenharia para o setor automotivo na Europa, Ásia e Américas tornou-se sócia da PST Eletrônica em 1997. No ano seguinte, a companhia abriu uma filial em Buenos Aires.
Em 2002, a PST iniciou a fabricação de alarmes para motocicletas, e a unidade de rastreamento Pósitron foi inaugurada em 2006.
A companhia foi eleita pela Revista Época e pelo Instituto Great Place to Work como uma das 100 melhores empresas brasileiras para trabalhar em 2007. A companhia também foi eleita pela Information Week como uma das 100 melhores empresas em inovação de tecnologia da informação em 2009.

## A companhia
A PST Eletrônica é fornecedora e desenvolvedora de alarmes, vidros e travas elétricas, painéis digitais, som e acessórios automotivos, sensores, segurança eletrônica, rastreamento de veículos e monitoramento residencial. A companhia é controladora das marcas Positron, Concept e PST Eletronics, e é principal fornecedora de equipamentos para montadoras de veículos na América Latina.